# David Lean
David Lean (Croydon (Londen), 25 maart 1908 – Londen, 16 april 1991) was een Engels filmregisseur die bekend werd door spektakelfilms, zoals Lawrence of Arabia, The Bridge on the River Kwai, Doctor Zhivago en zijn laatste productie A Passage to India, uit 1984. 

## Lean als regisseur
David Lean stond bekend als een regisseur die heel zorgvuldig te werk ging en oog had voor details. Kenmerkend voor zijn films is dat naast het spektakel ook de personages veel aandacht krijgen. Voor de regie van Lawrence of Arabia (1962) en The Bridge on the River Kwai (1957) ontving hij een Oscar. Zesmaal kreeg Lean een Oscar nominatie voor beste film en won vijf keer: de twee hierboven, alsmede Dr. Zhivago (1965), Ryan's Daughter (1970) en de Charles Dickens-verfilming Great Expectations (1946) - de zesde in rij is A Passage to India (1984).  
The Bridge on the River Kwai en Lawrence of Arabia wonnen elk zeven Oscars. Lawrence of Arabia wordt algemeen beschouwd als een hoogtepunt in de filmgeschiedenis. Ook Doctor Zhivago kreeg vijf Oscars, Great Expectations won er drie, Ryan's Daughter en A Passage to India twee.  
Na het controversiële, maar succesvolle Ryan's Daughter - naar de 19e-eeuwse, baanbrekende schandaalroman Madame Bovary van Gustave Flaubert - verdween David Lean 14 jaar uit de schijnwerpers. Men zegt als reactie op de zware en ongenuanceerde kritiek door de pers en enkele waakhonden uit de zakenwereld van de film.
In zowel de Britse, als Amerikaanse ranglijst van beste 100 films, staan ettelijke titels van Lean hoog tot zeer hoog genoteerd. 

## Privé
Lean was een buitengewoon vrouwenverleider, die bijna 1000 affaires gehad zou hebben. Hij was zes keer getrouwd en vijf keer gescheiden. Met zijn zoon en kleinkinderen was hij nagenoeg vervreemd.  
Zijn laatste vrouw overleefde hem: 
1. Isabel Lean (1930 – 1936) één zoon,  Peter,
2. Kay Walsh (actrice) (1940 – 1949),
3. Ann Todd (actrice) (1949 – 1957),
4. Leila Matkar (1960 – 1978),
5. Sandra Hotz (actrice) (1981 – 1984),
6. Sandra Cooke (1990 – 1991).

## Filmografie
1. In Which We Serve (1942)
2. This Happy Breed (1944)
3. Blithe Spirit (1945)
4. Brief Encounter (1945)
5. Great Expectations (1946)
6. Oliver Twist (1948)
7. The Passionate Friends (1949)
8. Madeleine (1950)
9. The Sound Barrier (1952)
10. Hobson's Choice (1954)
11. Summertime (1955)
12. The Bridge on the River Kwai (1957)
13. Lawrence of Arabia (1962)
14. Doctor Zhivago (1965)
15. Ryan's Daughter (1970)
16. A Passage to India (1984)

In Which We Serve (1942) · This Happy Breed (1944) · Blithe Spirit (1945) · Brief Encounter (1945) · Great Expectations (1946) · Oliver Twist (1948) · The Passionate Friends (1949) · Madeleine (1950) · The Sound Barrier (1952) · Hobson's Choice (1954) · Summertime (1955) · The Bridge on the River Kwai (1957) · Lawrence of Arabia (1962) · Doctor Zhivago (1965) · Ryan's Daughter (1970) · A Passage to India (1984)
- Bibsys: 90341356
- Biblioteca Nacional de España: XX936888
- Bibliothèque nationale de France: cb12108950k (data)
- Catàleg d'autoritats de noms i títols de Catalunya: 981058509271106706
- CiNii: DA06288433
- Gemeinsame Normdatei: 118779087
- International Standard Name Identifier: 0000 0001 0936 4538
- Library of Congress Control Number: n80109902
- Nationale Bibliotheek van Letland: 000240293
- Bibliotheek van het Japanse parlement: 01135625
- Nationale Bibliotheek van Tsjechië: mzk2004240025
- Nationale bibliotheek van Australië: 35228877
- Nationale Bibliotheek van Israël: 987007333156905171
- Nationale Bibliotheek van Polen: a0000003087093
- Nederlandse Thesaurus van Auteursnamen: 07091401X
- LIBRIS: 302009
- SNAC: w64308pc
- Système universitaire de documentation: 029467926
- Trove: 873696
- Union List of Artist Names: 500336322
- Virtual International Authority File: 112356433
- WorldCat: E39PBJgxvRpW67MtJh48wH74MP